# Vårdö
Vårdö (spreek uit als: woordeu) is een archipel en gelijknamige gemeente die deel uitmaakt van de autonome eilandengroep Åland, gelegen in de Oostzee. De naam van Vårdö, dat ook de naam is van het grootste eiland van deze gemeente, betekent wachterseiland.
Vårdö wordt aan de westzijde door een korte veerverbinding begrensd door de gemeente Sund op het hoofdeiland van Åland, aan de oostzijde door Kumlinge, aan de zuidoostkant door Sottunga en het zuiden door Föglö. De eilandengroep bestaat uit enkele honderden kleine, onbewoonde eilandjes en scheren, en een dozijn bewoonde eilanden, waaronder Simskäla, ten noorden van het hoofdeiland en Bergö, ten zuidoosten van het hoofdeiland.
Het oppervlak van de gemeente is 573 km², waarvan 101,71 km² land; de overige 471 km² is zee. De bevolkingsdichtheid is 4.43 inwoners per km².

## Bevolking
De gemeente heeft 451 inwoners (2022). 92% van hen is Zweedstalig: de officiële taal in heel Åland.

## Geschiedenis
Het eiland is sinds de 12e eeuw bewoond. De oudste beschrijving dateert uit 1347, toen koning Magnus een bezoek bracht aan het eiland genaamd Waerdhö. De kerk is gebouwd tussen 1520 en 1560.
Van 1638 tot 1910 maakte het eiland deel uit van de belangrijke postroute tussen Turku en Stockholm. Roeiers vervoerden in kleine bootjes post over de Oostzee, met gevaar voor eigen leven. Velen lieten daarbij het leven. Ter nagedachtenis aan hen staat bij Hullvik een herdenkingssteen. De naam van het eiland, 'wachterseiland', duidt hier ook op: op hoge toppen van het eiland werden vuren ontstoken en door wachters bewaakt, om bewoners uit de omgeving te waarschuwen voor mogelijk gevaar en als oriëntatiepunt voor de postboten. Een dergelijk vuurbaken is ook in het wapen van de gemeente te zien.

## Voorzieningen en economie

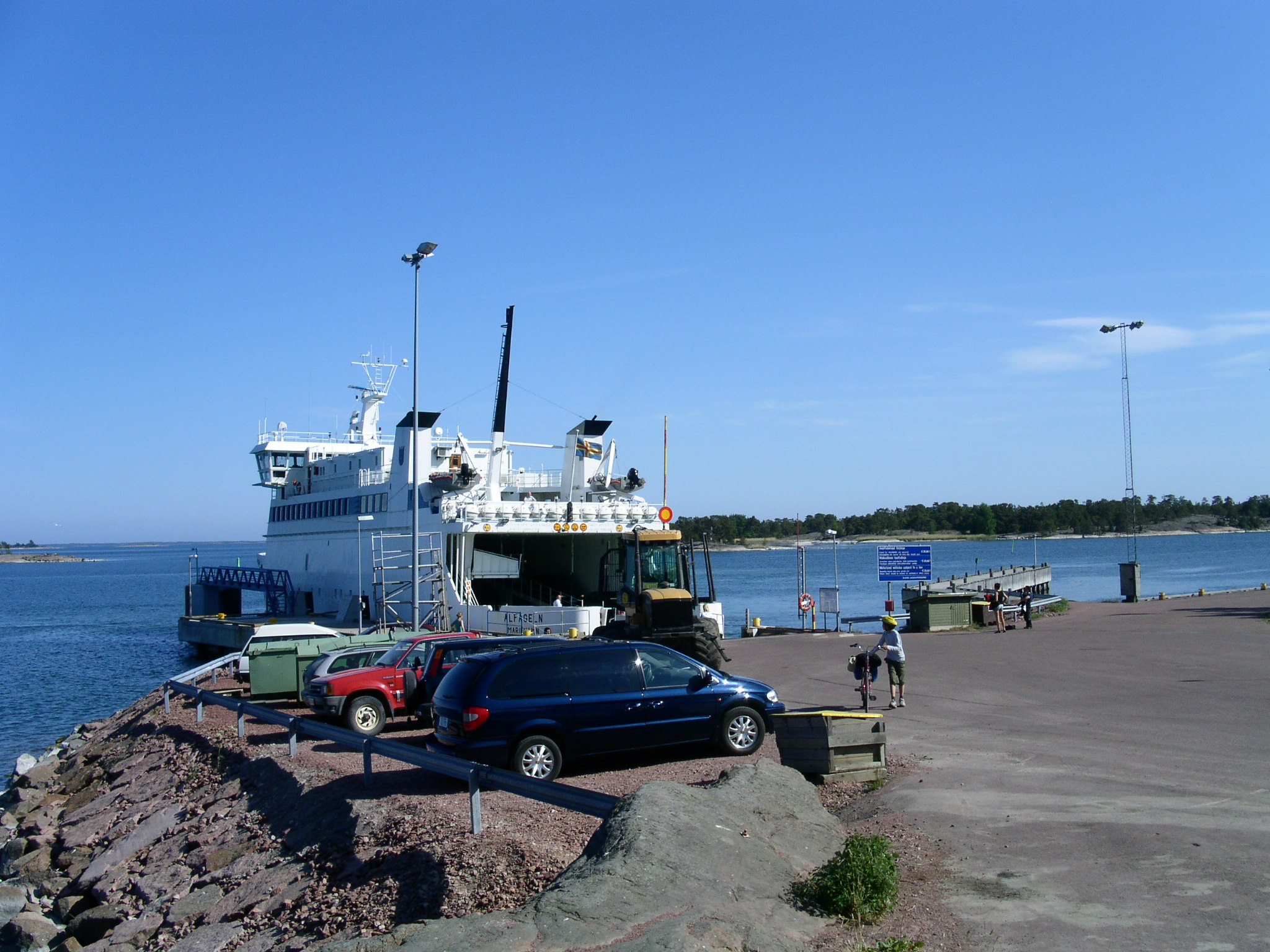
De veerboot Alfågeln in de haven Hummelvik, die verbinding onderhoudt met de oostelijker gelegen eilandengroepen.

De centraal gelegen hoofdplaats heeft een winkel, een postkantoor en een bank. Het nabijgelegen dorpje Strömsby huisvest het gemeentehuis en heeft een schoolmuseum, een verzorgingshuis, een pastorie en een tennisbaan.
Het vervoersbedrijf Ålandstrafiken onderhoudt een korte veerverbinding naar het hoofdeiland via het eilandje Prästö, en vanuit de oostelijke haven Hummelvik vertrekt een veerverbinding naar Kumlinge en het verdergelegen Brändö. De eilanden Ängö en Bussö, die ook tot de gemeente behoren, zijn niet per veerboot vanaf Vårdö te bereiken maar alleen vanaf de zuidelijke gemeente Lumparland. Ook het eiland Bergö is alleen (slechts eenmaal per week, op aanvraag) vanuit andere gemeenten te bereiken: Lumparland en Föglö.
De voornaamste inkomstenbron op het eiland is gelegen in landbouw (voornamelijk aardappelteelt) en de dienstensector. Ook het toerisme levert inkomsten, door de vakantiehuisjes, bungalowparken, een hotel en een camping. Er zijn plannen om een golfbaan aan te leggen.

## Bezienswaardigheden

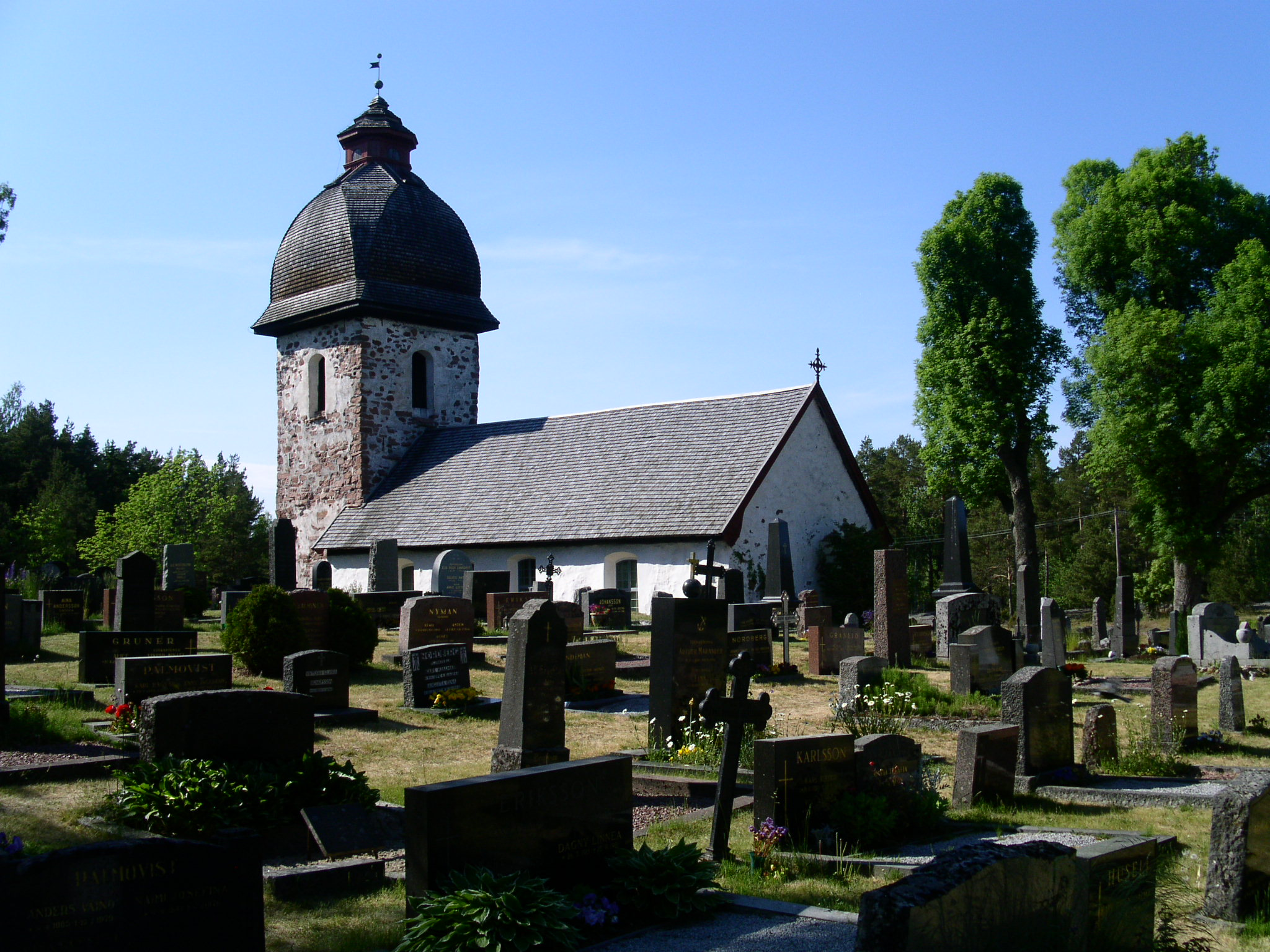
De kerk van Vårdö.

Op Vårdö bevinden zich een schoolmuseum, twee openluchtmuseums, een kerkje en in het dorpje Grundsunda bevinden zich vier museums met onder andere kunstvoorwerpen, zeevaart, een motorfietsverzameling en luchtvaarthistorie.

Op het eiland zijn gratis fietsen beschikbaar.

## Natuur
Binnen de gemeentegrenzen bevinden zich verschillende natuurgebieden.

## Geboren in Vårdö
- Sally Salminen, schrijfster
- Anni Blomqvist, schrijfster (woonde op Simskäla)